# Journal of Symbolic Logic
O Journal of Symbolic Logic é um periódico de matemática revisado por pares, publicado trimestralmente pela Association for Symbolic Logic. Foi criado em 1936 e abrange a lógica matemática. A revista é indexada por Mathematical Reviews, Zentralblatt MATH e Scopus. Seu MCQ de 2009 foi de 0,28, e seu fator de impacto de 2009 foi de 0,631.